# كسينيا الرومية
كسينيا الرومية، البارة والصالحة (واسمها لما ولدت يوسيبيا) (باللاتينية: Xenia de Roma؛ باليونانية: ξενία της Ρώμης)، كانت قديسة مسيحية عاشت في القرن الخامس الميلادي.
كانت يوسيبيا الابنة الوحيدة لرجل مسيحي ثري كان عضوا في مجلس الشيوخ في روما. هربت، مع اثنتين من الخادمات مخلصتين لها، خشية تزويجها قسرا من قبل أهلها، إذ كانت ترغب في نذر نفسها. هربت يوسيبيا في قارب رسا بهن في الإسكندرية ومنها إلى جزيرة كوس، أين اتخذت لنفسها اسم "كسينيا" (والذي يعني الأجنبي أو الغريب باللغة اليونانية) بغية إخفاء هويتها وقطع أثرها حتى يصير إيجادها مهمة مستحيلة على والديها. على الجزيرة، التقت النسوة بكاهن هو الأب بولس الذي كان رئيس دير القديس أندراوس. صار لهن أبا روحيا وأخذهن معه إلى ميلاس أين استقررن أخيرا. هناك، أنشأت كسينيا كنيسة القديس إسطفانوس وديرا للنساء. بعد فترة وجيزة، صار بولس أسقفا للمدينة فعينها شماسة.

## قيل فيها

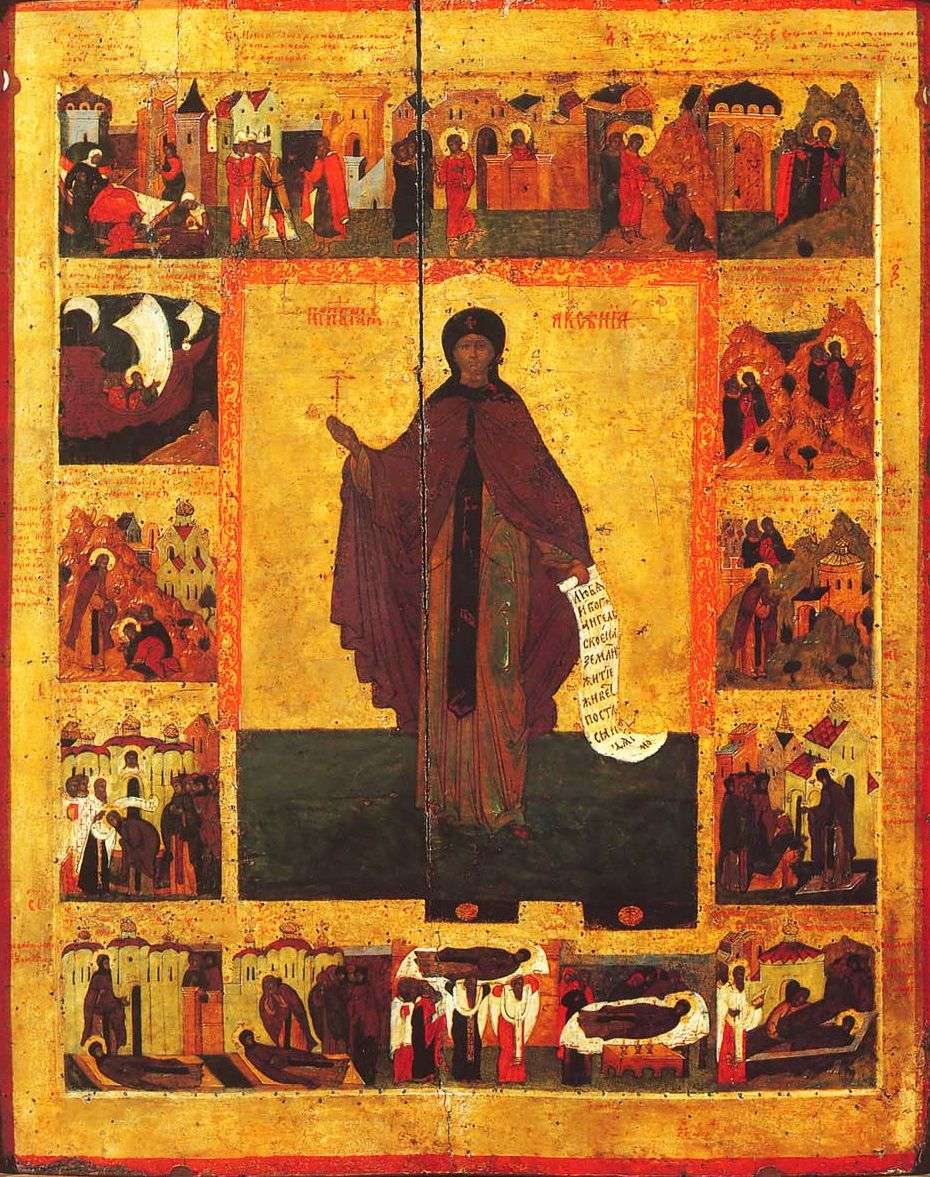
أيقونة للقديسة كسينيا الرومية تعود لسنة 1551، دير الثالوث القدوس.

قال عنها القديس ديميتري في كتابه، حياة القديسين:
كما قيل عنها كذلك:

## الوفاة والتطويب
القديسة مكرمة في الكنيستين الأرثوذكسية والكاثوليكية، إذ يُحتفل بعيدها في 24 يناير (أو 6 فبراير حسب التقويم اليولياني)، وهو يوم وفاتها. ويُعيد لها في الكنيسة الأرمنية في 27 و31 ديسمبر. يذكر التقليد أن إكليلا من النجوم المضيئة ظهر حول صليب أشع فوق سماء الدير خلال جنازتها. ويقال أنها تنبأت بموتها. بعد فترة قصيرة لحقت بها رفيقتاها، وكانت إحداهما من أذاع سيرة سيدتها.

## وصلات خارجية
طروبارية القديسة كسينيا الرومية